# 제60보병사단 (대한민국)
제60보병사단(第五六十步兵師團, 60th Infantry Division, 상징명칭: 권율부대)은 대한민국 육군의 동원보병사단으로 육군동원전력사령부의 예하 부대이다. 옛 상징명칭은 비호부대(飛虎部隊)였으나 현재는 권율부대(權慄部隊)로 변경되었다. 1975년 창설된 60훈련단을 모체로 하며, 1990년 사단으로 승격되었다. 평시에는 감편부대로 예비군 교육훈련을 담당하며, 전시에는 완편되어 작전을 수행한다. 사단 사령부는 경기도 고양시에 있다.

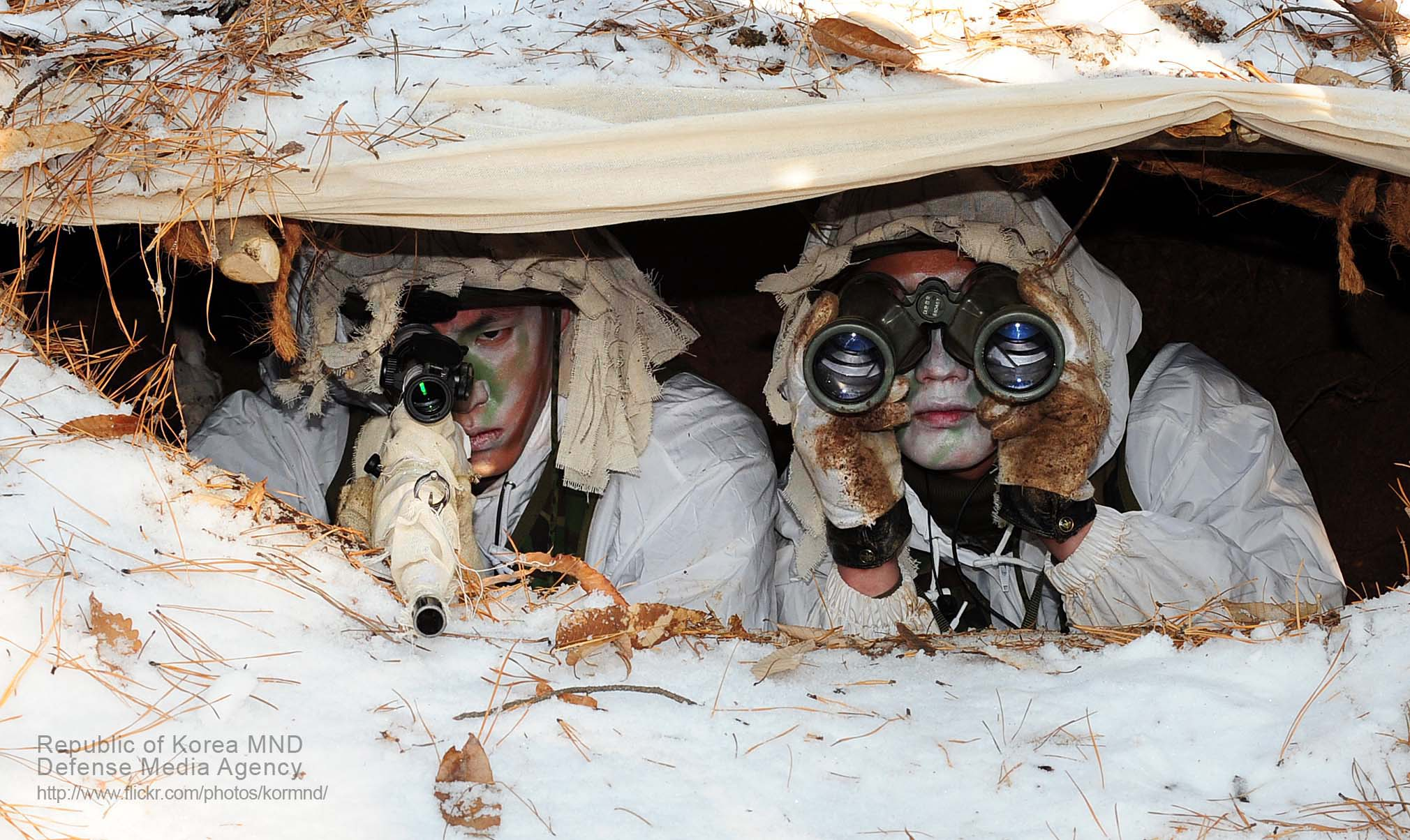
정찰감시작전을 펼치고 있는 제60보병사단 장병들

## 연혁
- 1975년 8월 1일, 제60훈련단 창설
- 1990년 6월 1일, 제60보병사단 승격 (동원사단)
- 2018년 4월 6일, 육군동원전력사령부 예하로 소속 변경

## 편성
- 사단본부

사단사령부 영내 여단
- 제161보병여단 "이신의"(李愼儀)
  - 여단본부
  - 제1대대
  - 제2대대
  - 제3대대
  - 군수지원대대
- 제162보병여단 "선거이"(宣居怡)
  - 여단본부
  - 제1대대
  - 제2대대
  - 제3대대
  - 군수지원대대

사단사령부 영외 여단
- 제160보병여단 "조경"(趙儆)
  - 여단본부
  - 제1대대
  - 제2대대
  - 제3대대
- 포병여단 "변이중"(邉以中)
  - 여단본부
  - 제551포병대대
  - 제552포병대대
  - 제553포병대대
  - 제619포병대대

사단 직할대
- 본부근무대
- 수색대대
- 공병대대
- 전차대대
- 정보통신대대
- 화생방대대
- 군수지원대대
- 군사경찰대대
- 의무대

## 같이 보기
- 한반도 비무장 지대